# L'Inqualifiable Crime de haine de Cartman
L'Inqualifiable Crime de haine de Cartman (Cartman's Silly Hate Crime 2000 en version originale) est le deuxième épisode de la quatrième saison de la série animée South Park, ainsi que le 50e épisode de l'émission.

## Synopsis
Les garçons sont défiés à la luge par les filles. Malheureusement, Cartman, qui faisait avancer la luge grâce à son poids, est envoyé en maison de correction pour avoir commis un « crime de haine » envers Token en lui lançant une pierre car celui-ci l'avait insulté. Kyle, Kenny et Stan tentent alors de lui trouver un remplaçant, mais rien n'y fait : Cartman et son « ossature lourde » sont les pièces maîtresses de l'équipe. Les enfants décident donc de tout faire pour le libérer.

## Mort deKenny
Cartman étant en maison de correction et Clyde n'étant pas assez lourd, les garçons décident de mettre des briques camouflés en humains. En s'élançant avec leur luge, ils perdent le contrôle à cause du poids des briques, Stan et Kyle décident alors de sauter. Mais Kenny reste sur la luge et est projeté sur un arbre puis est écrasé par le mannequin de brique.
Cette fois-ci Stan et Kyle modifient un peu leur phrase du « Oh mon dieu, ils ont tué Kenny » en disant que la mort de Kenny est de leur faute.